# أبيوز (لعبة فيديو)
أبيوز  هي لعبة فيديو جري وتصويب مُطوَّرة من طرف كراك دوت كوم ونشرت من طرف إلكترونيك آرتس في أمريكا الشمالية، وبواسطة أوريجينز سيستيم في أروبا، تم إصدارها في 29 فبراير 1996 لنظام إم إس- دوس، وفي نظام الماك أو إس نشرت من طرف بنجي ليتم إصدارها في 5 مارس 1997. كود هذه اللعبة يندرج تحت مجموعة من البرامج التجريبية، المميزة كملكية عامة منذ سنة 1990، موجودة في لينكس ومتعددة المنصات.

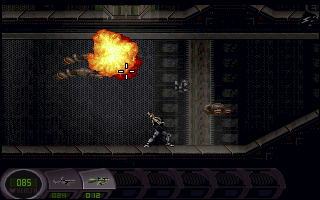
فارينا مع قاذفة قنابل، وهو يحارب الأشرار.

## مقتطف من اللعبة
كان بطل الرواية في اللعبة، "نيك فارينا"، قد تزوج بشكل غير شرعي في السجن حيث يقوم الموظفون بتجارب طبية غير أخلاقية على السجناء. فتحدث في السجن أعمال شغب تُأدي لخطأ فظيع في التجربة. إن الناس داخل السجن - باستثناء نيك، الذي يبدو أنه يملك مناعة طبيعية - مصابا بمواد سامة تحوله لوحوش. مع إمدادات المياه القليلة والتي تضم خطر الإصابة، نيك مع أسلحته، يحارب من خلال الحشد، ثم يحاول الهروب من السجن.

## وضع اللعب
أبيوز تشبه كثيراً ألعاب المنصات، يتم استخدام لوحة المفاتيح للتَّحكم في نيك، في حين يتم استخدام الماوس للتَّصويب بواسطة الأسلحة. وتتكون هذه اللعبة من مكافحة الأعداء المختلفين (معظمهم ذو أشكال مختلفة من المسوخ، الذين يفضلون الهجوم في أسراب ضخمة) وحل الألغاز بسيطة، وعادة ما تنطوي على مفاتيح.
اللعب عبر الأنترنت متاح في اللعبة، من خلال شبكة إي بي إكس/إس بي إكس، المشهورة.